# بوتانی، نیو ساوت ولز
بوتانی (به انگلیسی: Botany) یک حومه شهر در استرالیا است که در نیو ساوت ولز واقع شده‌است.